# ケルン・シュタットバーンNF12形電車
ケルン・シュタットバーンNF12形電車（ケルン・シュタットバーンNF12がたでんしゃ）は、ドイツの都市・ケルンのライトレール（シュタットバーン）であるケルン・シュタットバーンに導入される電車。低床式プラットホームを有する系統向けに導入される、全長60 m級の長大編成を有する車両で、全長30 m級のNF6形と共に2025年から営業運転に投入される。

## 概要
2020年11月、ケルン・シュタットバーンを運営するケルン市交通公社（Kölner Verkehrs-Betriebe、KVB）は、老朽化が進んだ超低床電車のK4000形の置き換えや今後の輸送力増強を目的に、アルストムとキーペ・エレクトリックのコンソーシアムとの間に新型電車の導入に関する契約を交わした。これに基づき導入されるのが、アルストムが展開する路面電車ブランドである「シタディス」を用いたNF12形とNF6形である。
NF12形は全長60 m級の長大貫通車体の連節車で、K4000形を始めとした既存の低床式車両による連結運転とは異なり車内全体の行き来が可能となっている他、連結面への進入事故を防ぐ効果もある。また、乗降扉も従来の連結運転編成と比べて増加しており、乗客の乗降の迅速化が図られる。一方でNF6形は全長30 m級の連節車で、NF12形と連結する事により全長90 mの輸送力が高い編成を組む事も可能である。これらの車両には、共通してセンサーを利用して最大80 m離れた物体を検知する衝突警報システムが搭載されている他、故障を事前に報告するセンサーも各部に装備されている。車内には車椅子やベビーカーの利用に適した多目的エリアが設置される他、エネルギー効率に優れたCO2冷媒や主電動機などの電気機器の排熱を用いた空調システムが搭載されている。座席はプラスチック製で、落書きなどの破損にも容易に対応できる構造になっている。
最初の車両となる試作車（NF12形：2両、NF6形：2両）は2024年7月から10月の間に納入され、1年の間の試運転が実施される。その後、2025年7月から量産車（NF12形：60両）の本格的な導入が開始される。また、今後のケルン・シュタットバーンの路線網拡張に備え、NF12形を11両、NF6形を25両追加発注可能な契約が交わされている。